# 埃卡勒阿利克斯
埃卡勒阿利克斯（法語：Écalles-Alix，法語發音：[ekal aliks]）是法国滨海塞纳省的一个市镇，属于鲁昂区。

## 地理
埃卡勒阿利克斯（49°36'56"N, 0°49'27"E）面积7.1 平方千米，位于法国诺曼底大区滨海塞纳省，该省份为法国北部沿海省份，其西部及北部濒大西洋英吉利海峡，东起顺时针与索姆省、瓦兹省、厄尔省和卡爾瓦多斯省接壤。
与埃卡勒阿利克斯接壤的市镇（或旧市镇、城区）包括：邦勒孔特、克鲁瓦马尔、埃克托莱邦、弗拉芒维尔、圣克莱尔叙莱蒙、圣玛丽德尚、伊沃托。

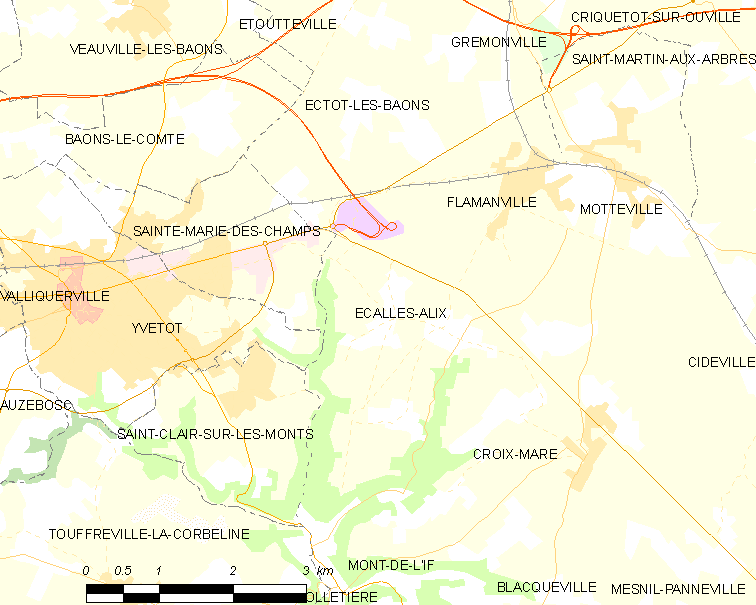
埃卡勒阿利克斯的OSM定位图

埃卡勒阿利克斯的时区为UTC+01:00、UTC+02:00（夏令时）。

## 行政
埃卡勒阿利克斯的邮政编码为76190，INSEE市镇编码为76223。

## 政治
埃卡勒阿利克斯所属的省级选区为邦德维尔圣母镇县。

## 人口

1962-2008年间埃卡勒阿利克斯人口变化图示

埃卡勒阿利克斯于2022年1月1日时的人口数量为547人。